# Вилламов, Владимир Александрович
Владимир Александрович Вилламов (псевдоним В. Сулковский; 1836—1889) — поэт, генерал-адъютант, Свиты его Величества генерал-майор.

## Биография
Из дворян Петербургской губернии. Воспитывался в Школе гвардейских подпрапорщиков и кавалерийских юнкеров; в 1854 году был выпущен в Семёновский полк. По окончании Николаевской академии в 1858 году причислен к Генеральному штабу, но затем по своему желанию был переведён опять в Семёновский полк. Командир Охотского пехотного полка (в 1876) и флигель-адъютант Александра II, а с 1878 года генерал-майор его свиты. Будучи комендантом Ораниенбаума, командовал учебным пехотным батальоном, преобразованным в Офицерскую стрелковую школу (начальник школы с 1882). Автор работ по военному делу. Увлекался музыкой и живописью, состоял членом Императорского российского общества садоводства.
Первая книга Вилламова «Стихотворения» (1870) носит в основном альбомный характер и не выходит за рамки лирических общих мест. Со временем (сборники «Стихотворения», 1879, 1886) Вилламов обращается к новым формам (в том числе к сюжетному стихотворению ― «На глухарином токе», «Два поезда») и мотивам (патриотические и сатирические стихотворения «Современный», «Деловое свидание»); стиль его приобретает изобразительную конкретность, например в пейзаже («На берегу»). Осваивает жанр бытовой нравоописательной повести в стихах, в основном на материале светского общества,― как шутливой («Князья Кудрины») и полусерьёзной («Женитьба Брокарова», 1881), так и повести-мелодрамы («Монах», 1888), порой с элементами фантастики («В царстве теней»); их отличает лёгкость стиха, свобода и нередко подчёркнутая прозаизация слога. На протяжении всего творчества излюбленным жанром Вилламова был романс (ряд его стихотворений ― «переделки» популярных романсов), с традиционными мотивами и психологическими ситуациями («Вы дивно хороши, но сердце охладело», «Души я не открою вам»). Многими чертами Вилламов-поэт близок А. Н. Апухтину (с которым, очевидно, находился в дружеском общении) , но сильно уступает ему в нравственно-психологической остроте и драматизме.